# FC Bayern München in het seizoen 1993/94
Dit artikel beschrijft de prestaties van de Duitse voetbalclub FC Bayern München in het seizoen 1993/94, waarin de club kampioen werd.

## Spelerskern
| Naam                | Nationaliteit | Geboortedatum | Vorige club          |
| ------------------- | ------------- | ------------- | -------------------- |
| Keepers             |               |               |                      |
| Raimond Aumann      | Duitsland     | 12-10-1963    | /                    |
| Uwe Gospodarek      | Duitsland     | 06-08-1973    | /                    |
| Sven Scheuer        | Duitsland     | 19-01-1971    | /                    |
| Verdedigers         |               |               |                      |
| Max Eberl           | Duitsland     | 21-09-1973    | /                    |
| Roland Grahammer    | Duitsland     | 03-11-1963    | 1. FC Nürnberg       |
| Marco Grimm         | Duitsland     | 16-06-1972    | /                    |
| Thomas Helmer       | Duitsland     | 21-04-1965    | Borussia Dortmund    |
| Jorginho            | Brazilië      | 17-08-1964    | Bayer Leverkusen     |
| Oliver Kreuzer      | Duitsland     | 13-11-1965    | Karlsruher SC        |
| Lothar Matthäus     | Duitsland     | 21-03-1961    | Internazionale       |
| Markus Münch        | Duitsland     | 07-09-1972    | /                    |
| Alois Reinhardt     | Duitsland     | 18-11-1961    | Bayer Leverkusen     |
| Olaf Thon           | Duitsland     | 01-05-1966    | MSV Duisburg         |
| Middenvelders       |               |               |                      |
| Harald Cerny        | Oostenrijk    | 13-09-1973    | /                    |
| Wolfgang Gerstmeier | Duitsland     | 11-10-1968    | FC Augsburg          |
| Dietmar Hamann      | Duitsland     | 27-08-1973    | /                    |
| Aleksandr Karataev  | Rusland       | 22-11-1973    | Lokomotiv Moskou     |
| Christian Nerlinger | Duitsland     | 21-03-1973    | /                    |
| Mehmet Scholl       | Duitsland     | 16-10-1970    | Karlsruher SC        |
| Markus Schupp       | Duitsland     | 07-01-1966    | SG Wattenscheid 09   |
| Michael Sternkopf   | Duitsland     | 21-04-1970    | Karlsruher SC        |
| Marcel Witeczek     | Duitsland     | 18-10-1968    | 1. FC Kaiserslautern |
| Jan Wouters         | Nederland     | 17-07-1960    | AFC Ajax             |
| Christian Ziege     | Duitsland     | 01-02-1972    | Hertha Zehlendorf    |
| Aanvallers          |               |               |                      |
| Bruno Labbadia      | Duitsland     | 08-02-1966    | 1. FC Kaiserslautern |
| Mazinho             | Brazilië      | 26-12-1965    | Bragantino           |
| Oliver Stegmayer    | Duitsland     | 09-01-1974    | /                    |
| Adolfo Valencia     | Colombia      | 06-02-1968    | Santa Fe             |
| Alexander Zickler   | Duitsland     | 28-02-1974    | Dynamo Dresden       |

- = Aanvoerder
- Dieter Frey belandde in 1993 in de amateurafdeling van Bayern München.
- Samuel Kuffour speelde eerst een seizoen bij het tweede elftal alvorens de overstap te maken naar de A-kern.

### Technische staf
|                 |                               |               |                                    |
| Functie         | Naam                          | Nationaliteit | Opmerking                          |
| Coach           | Franz Beckenbauer (foto)      | Duitsland     | Ad interim vanaf 28 december 1993. |
| Coach           | Erich Ribbeck                 | Duitsland     | Ontslagen op 27 december 1993.     |
| Assistent-coach | Klaus Augenthaler             | Duitsland     |                                    |
| Keeperstrainer  | Toni Schumacher               | Duitsland     |                                    |
| Teamarts        | Hans-Wilhelm Müller-Wohlfahrt | Duitsland     |                                    |

## Resultaten
| Bundesliga | DFB-Pokal  | UEFA Cup    |
| ---------- | ---------- | ----------- |
|            |            |             |
| Kampioen   | 1/8 finale | 1/16 finale |

## Uitrustingen
Hoofdsponsor: Opel

Sportmerk: adidas
| Thuis | Uit |

## Transfers

### Zomer
| Naam               | Nationaliteit | Van/naar             | Type     |
| ------------------ | ------------- | -------------------- | -------- |
| Inkomend           |               |                      |          |
| Aleksandr Karataev | Rusland       | Lokomotiv Moskou     | Gekocht  |
| Samuel Kuffour     | Ghana         | Torino               | Gekocht  |
| Adolfo Valencia    | Colombia      | Santa Fe             | Gekocht  |
| Marcel Witeczek    | Duitsland     | 1. FC Kaiserslautern | Gekocht  |
| Alexander Zickler  | Duitsland     | Dynamo Dresden       | Gekocht  |
| Uitgaand           |               |                      |          |
| Alan McInally      | Schotland     | Kilmarnock           | Verkocht |
| Thomas Berthold    | Duitsland     | VfB Stuttgart        | Verkocht |
| Andreas Mayer      | Duitsland     | FC St. Pauli         | Verkocht |
| Roland Wohlfarth   | Duitsland     | AS Saint-Étienne     | Verkocht |

### Winter
| Naam         | Nationaliteit | Van/naar         | Type     |
| ------------ | ------------- | ---------------- | -------- |
| Uitgaand     |               |                  |          |
| Harald Cerny | Oostenrijk    | FC Admira Wacker | Verkocht |
| Jan Wouters  | Nederland     | PSV              | Verkocht |
| Mazinho      | Brazilië      | Internacional    | Huur     |

## Bundesliga

### Eindstand
| #  | Club                     | Wed | Gew | Gel | Ver | V  | T  | Pnt. |
| -- | ------------------------ | --- | --- | --- | --- | -- | -- | ---- |
| 1  | FC Bayern München        | 34  | 17  | 10  | 7   | 68 | 37 | 44   |
| 2  | 1. FC Kaiserslautern     | 34  | 18  | 7   | 9   | 64 | 36 | 43   |
| 3  | Bayer 04 Leverkusen      | 34  | 14  | 11  | 9   | 60 | 47 | 39   |
| 4  | Borussia Dortmund        | 34  | 15  | 9   | 10  | 49 | 45 | 39   |
| 5  | Eintracht Frankfurt      | 34  | 15  | 8   | 11  | 57 | 41 | 38   |
| 6  | Karlsruher SC            | 34  | 14  | 10  | 10  | 46 | 43 | 38   |
| 7  | VfB Stuttgart            | 34  | 13  | 11  | 10  | 51 | 43 | 37   |
| 8  | SV Werder Bremen         | 34  | 13  | 10  | 11  | 51 | 44 | 36   |
| 9  | MSV Duisburg             | 34  | 14  | 8   | 12  | 41 | 52 | 36   |
| 10 | Borussia Mönchengladbach | 34  | 14  | 7   | 13  | 65 | 59 | 35   |
| 11 | 1. FC Köln               | 34  | 14  | 6   | 14  | 49 | 51 | 34   |
| 12 | Hamburger SV             | 34  | 13  | 8   | 13  | 48 | 52 | 34   |
| 13 | Dynamo Dresden           | 34  | 10  | 14  | 10  | 33 | 44 | 30   |
| 14 | FC Schalke 04            | 34  | 10  | 9   | 15  | 38 | 50 | 29   |
| 15 | SC Freiburg              | 34  | 10  | 8   | 16  | 54 | 57 | 28   |
| 16 | 1. FC Nürnberg           | 34  | 10  | 8   | 16  | 41 | 55 | 28   |
| 17 | SG Wattenscheid 09       | 34  | 6   | 11  | 17  | 48 | 70 | 23   |
| 18 | VfB Leipzig              | 34  | 3   | 11  | 20  | 32 | 69 | 17   |

Kampioen Bayern München plaatste zich voor de UEFA Champions League 1994/95
Bekerwinnaar SV Werder Bremen plaatste zich voor de Europacup II 1994/95
1. FC Kaiserslautern, Bayer 04 Leverkusen, Borussia Dortmund en Eintracht Frankfurt namen deel aan de UEFA Cup 1994/95
1. FC Nürnberg, SG Wattenscheid 09 en VfB Leipzig degradeerden naar de 2. Bundesliga
Bayer 05 Uerdingen, TSV 1860 München, VfL Bochum promoveerden uit de 2. Bundeliga

## Afbeeldingen

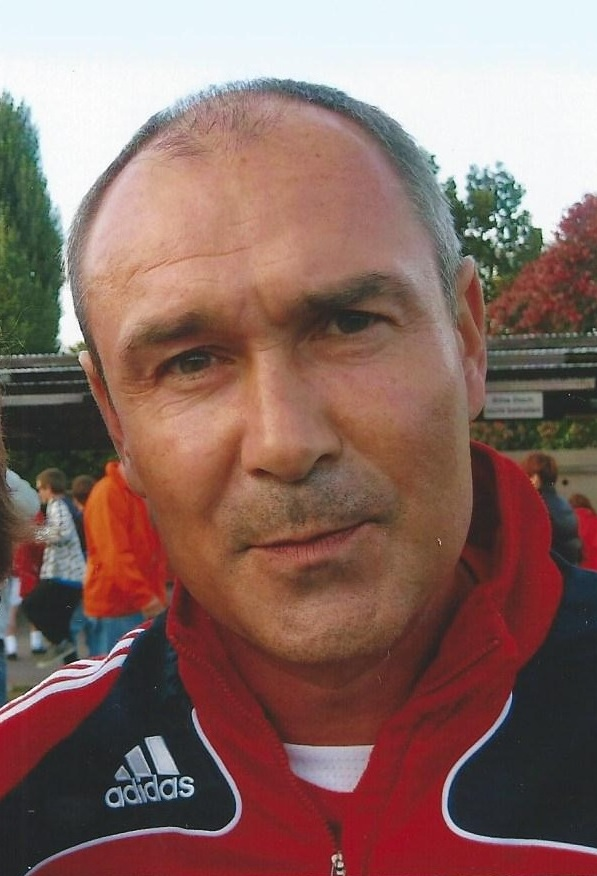
Raimond Aumann (doelman)
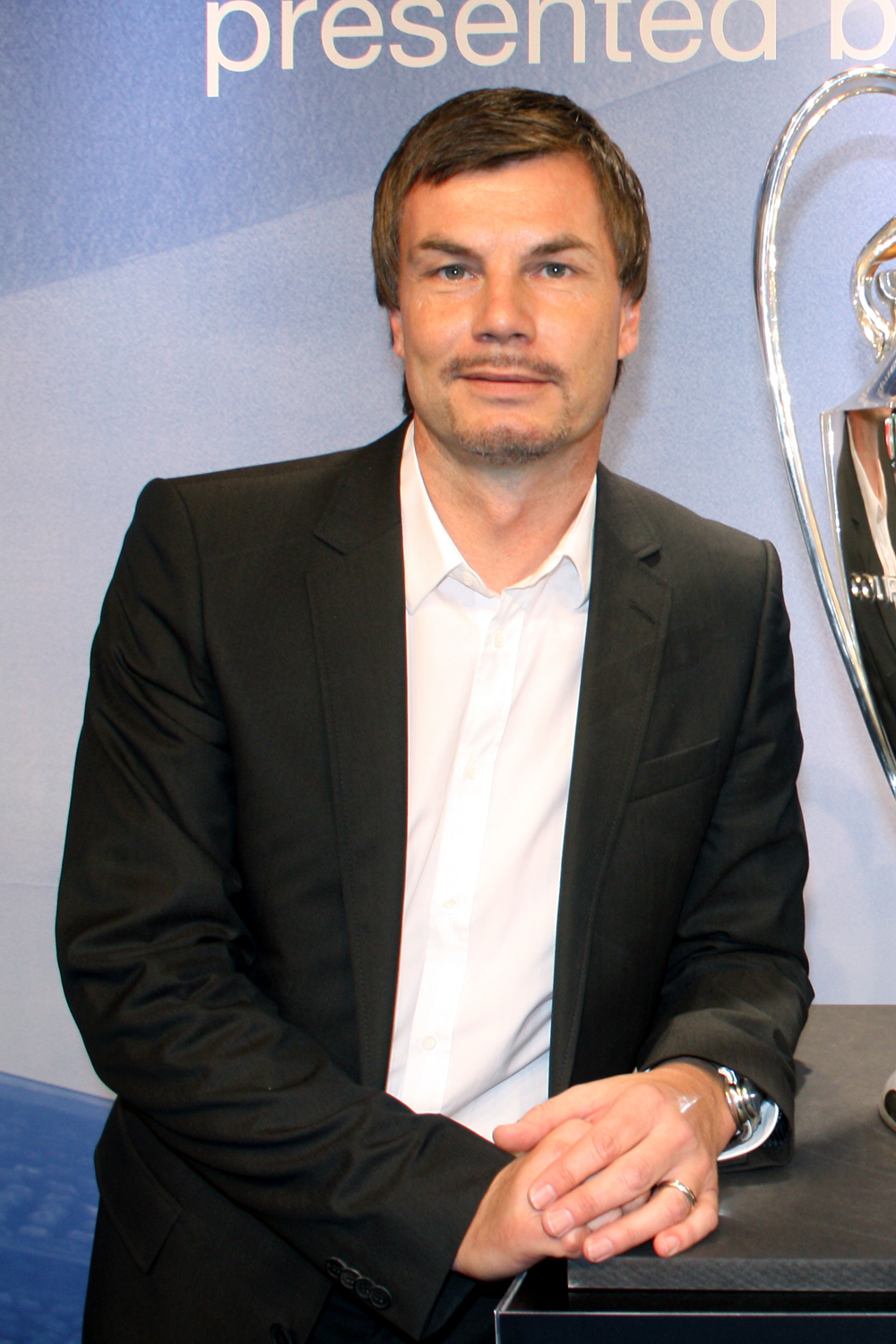
Thomas Helmer (verdediger)
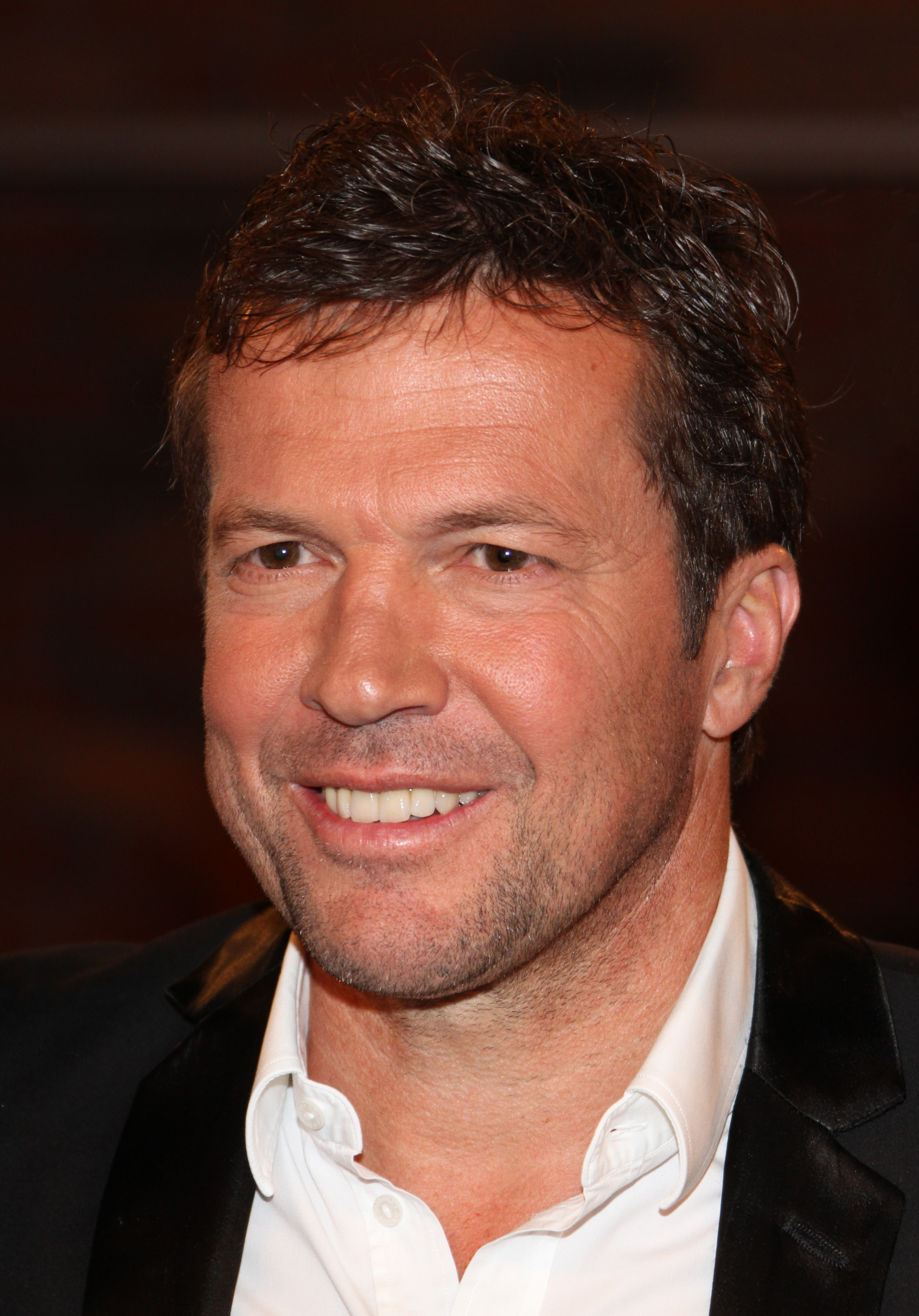
Lothar Matthäus (verdediger)
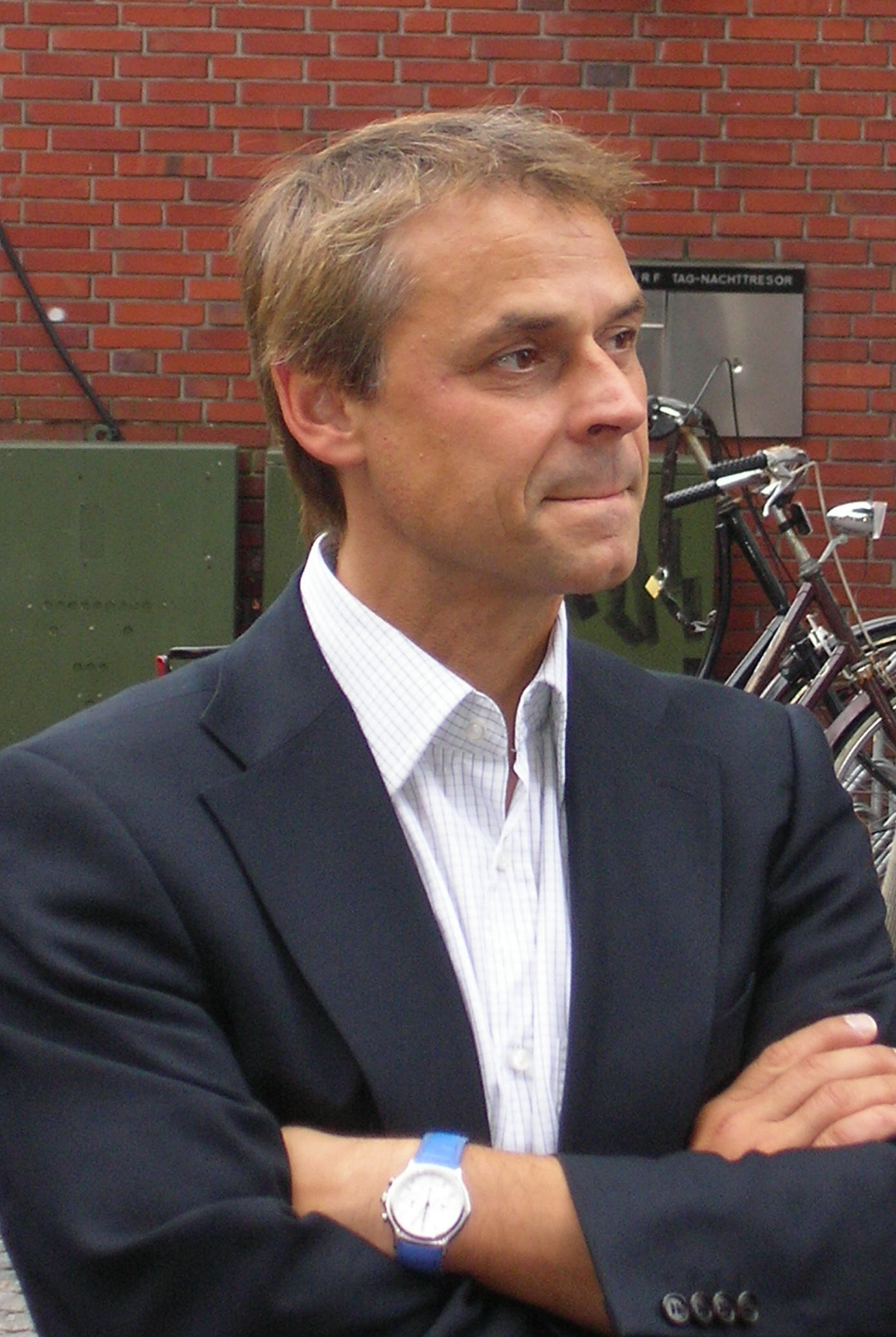
Olaf Thon (verdediger)
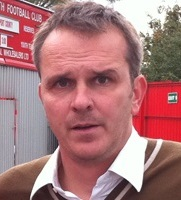
Dietmar Hamann (middenvelder)
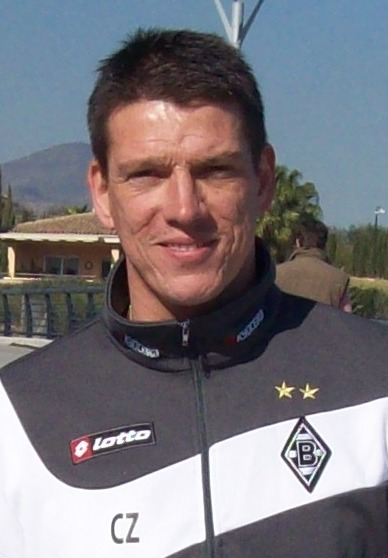
Christian Ziege (middenvelder)
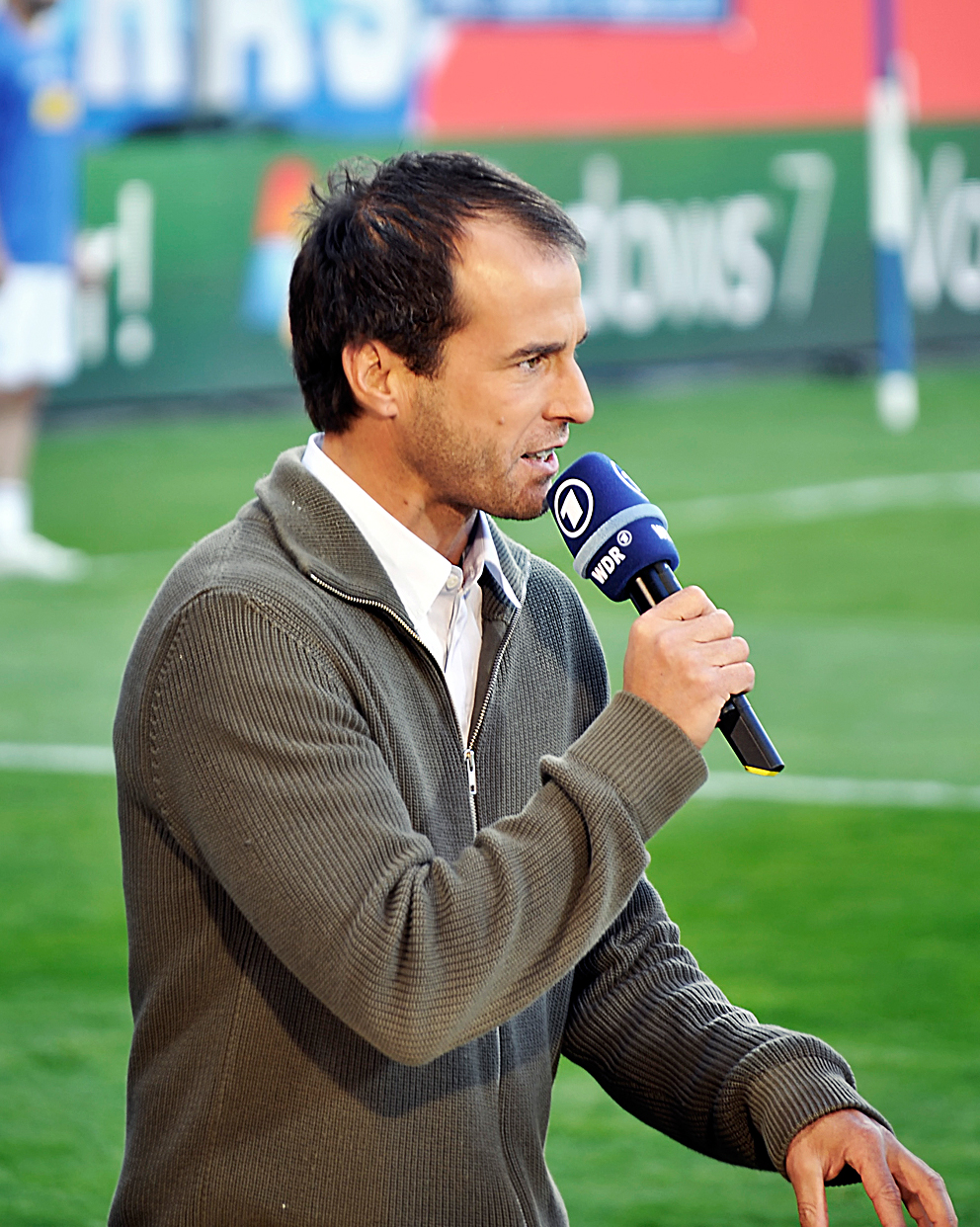
Mehmet Scholl (middenvelder)
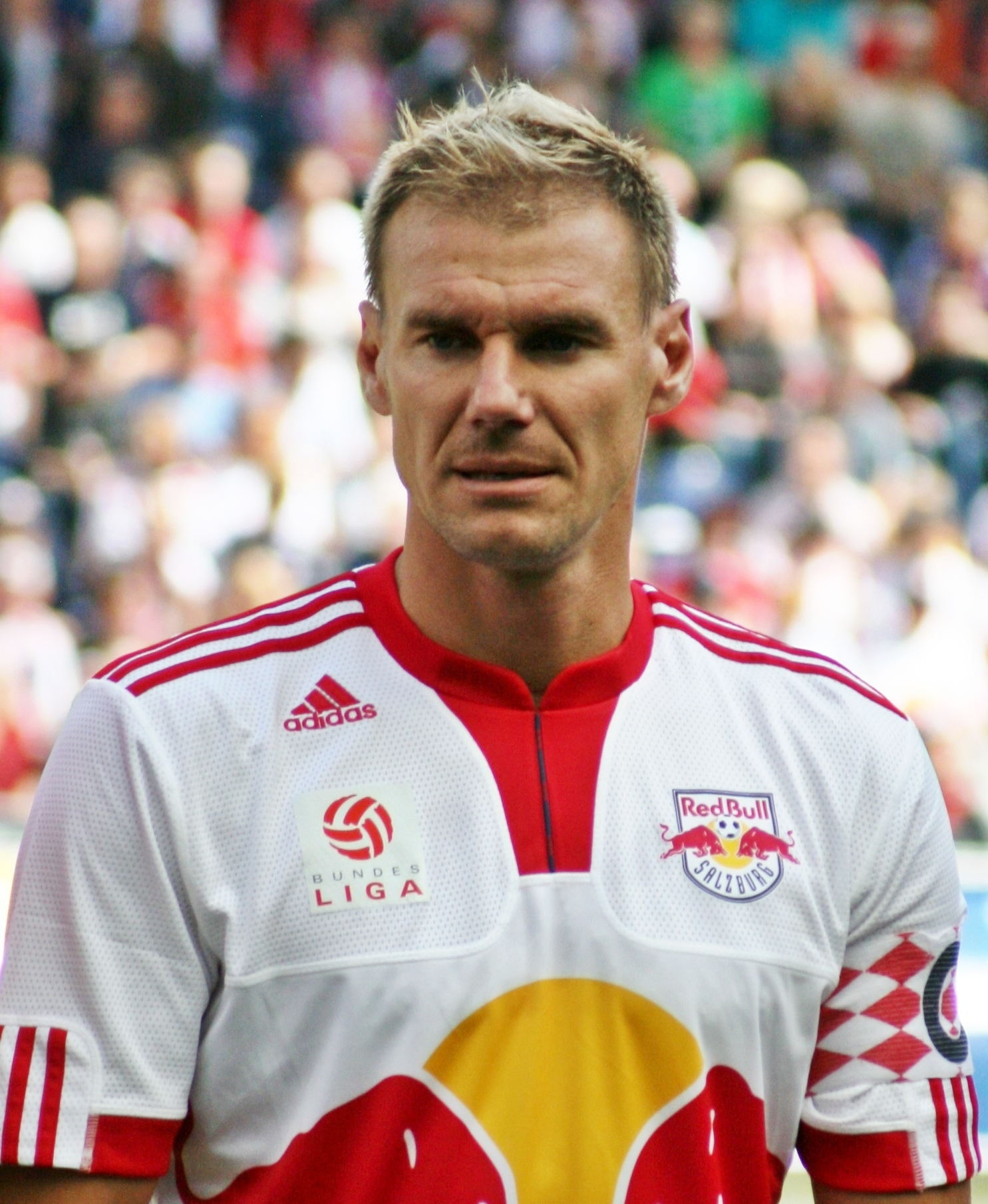
Alexander Zickler (aanvaller)